# Liz Gleadle
Elizabeth „Liz” Gleadle (ur. 5 grudnia 1988 w Vancouver) – kanadyjska lekkoatletka specjalizująca się w rzucie oszczepem, olimpijka, rekordzistka kraju.
W 2005 zajęła 5. miejsce podczas mistrzostw świata juniorów młodszych, a rok później była dwunasta na juniorskich mistrzostwach świata. W 2008 i 2010 zdobywała złoto podczas młodzieżowych mistrzostw NACAC. Szósta (2009) i ósma (2011) zawodniczka uniwersjady. W 2012 zajęła 12. miejsce podczas igrzysk olimpijskich w Londynie. W 2015 zdobyła złoty medal na igrzyskach panamerykańskich w Toronto. Jedenasta zawodniczka mistrzostw świata w Pekinie (2015).
Złota medalistka mistrzostw Kanady.
Rekord życiowy: stadion – 64,83 (10 maja 2015, Kawasaki) rekord Kanady.

## Osiągnięcia
| Rok  | Impreza                               | Miejsce        | Lokata            | Wynik (m) |
| ---- | ------------------------------------- | -------------- | ----------------- | --------- |
| 2005 | Mistrzostwa świata juniorów młodszych | Marrakesz      | 5. miejsce        | 50,53     |
| 2006 | Mistrzostwa świata juniorów           | Pekin          | 12. miejsce       | 48,08     |
| 2008 | Młodzieżowe mistrzostwa NACAC         | Toluca         | 1. miejsce        | 51,76     |
| 2011 | Uniwersjada                           | Belgrad        | 6. miejsce        | 58,21     |
| 2010 | Młodzieżowe mistrzostwa NACAC         | Miramar        | 1. miejsce        | 53,72     |
| 2011 | Uniwersjada                           | Shenzhen       | 8. miejsce        | 52,07     |
| 2012 | Igrzyska olimpijskie                  | Londyn         | 12. miejsce       | 58,78     |
| 2014 | Igrzyska Wspólnoty Narodów            | Glasgow        | 5. miejsce        | 60,69     |
| 2014 | Puchar interkontynentalny             | Marrakesz      | 3. miejsce        | 61,38     |
| 2015 | Igrzyska panamerykańskie              | Toronto        | 1. miejsce        | 62,83     |
| 2015 | Mistrzostwa świata                    | Pekin          | 11. miejsce       | 59,82     |
| 2016 | Igrzyska olimpijskie                  | Rio de Janeiro | el. – 16. miejsce | 60,28     |
| 2017 | Mistrzostwa świata                    | Londyn         | 12. miejsce       | 60,12     |
| 2018 | Igrzyska Wspólnoty Narodów            | Gold Coast     | 4. miejsce        | 59,85     |
| 2019 | Igrzyska panamerykańskie              | Lima           | 2. miejsce        | 63,30     |
| 2019 | Mistrzostwa świata                    | Doha           | el. – 16. miejsce | 60,17     |
| 2021 | Igrzyska olimpijskie                  | Tokio          | el. – 23. miejsce | 58,19     |
| 2022 | Mistrzostwa świata                    | Eugene         | 9. miejsce        | 59,59     |
| 2022 | Igrzyska Wspólnoty Narodów            | Birmingham     | 4. miejsce        | 59,79     |
| 2022 | Mistrzostwa NACAC                     | Freeport       | 5. miejsce        | 55,56     |